# Malcolm X (film, 1972)
Pour les articles homonymes, voir Malcolm.
Pour le film de 1992, voir Malcolm X (film, 1992).
Pour plus de détails, voir Fiche technique et Distribution.
Malcolm X est un film américain réalisé par Arnold Perl, sorti en 1972.

## Synopsis
La vie du militant Malcolm X.

## Fiche technique
- Titre : Malcolm X
- Réalisation : Arnold Perl
- Scénario : Arnold Perl d'après le livre The Autobiography of Malcolm X de Malcolm X et Alex Haley
- Narration : James Earl Jones
- Production : Mick Benderoth, Nancy Reals Perl et Marvin Worth
- Société de production : Warner Bros.
- Société de distribution : Warner Bros. (États-Unis)
- Pays :  États-Unis
- Genre : Documentaire
- Durée : 91 minutes
- Dates de sortie : 
  -  États-Unis : 24 mai 1972

## Distinctions
Le film a été nommé à l'Oscar du meilleur film documentaire.